# NGC 429
NGC 429 is een lensvormig sterrenstelsel in het sterrenbeeld Walvis. Het hemelobject ligt ongeveer 232 miljoen lichtjaar van de Aarde verwijderd en werd op 20 december 1786 ontdekt door de Duits-Britse astronoom William Herschel.

## Synoniemen
- PGC 4368
- UGC 762
- MCG 0-4-37
- ZWG 385.27